# Museo del Oro
El Museo del Oro del Banco de la República de Colombia es una institución pública la cual tiene como principal objetivo la adquisición, conservación y exposición de piezas de orfebrería y alfarería de culturas indígenas del periodo precolombino de la actual Colombia, cuenta con más de 34.000 piezas hechas en oro, 20 000 de objetos líticos, cerámicos, piedras y textiles pertenecientes a las culturas Quimbaya, Calima, Tayrona, Zenú, Muisca, Tolima, Tumaco entre otros.
Este museo se encuentra en el costado oriental del parque Santander, en el centro histórico de Bogotá cerca de la estación de TransMilenio Museo del Oro.
Posee la colección de orfebrería prehispánica más grande del mundo, con aproximadamente treinta y cuatro mil piezas de oro y tumbaga, cerca de veinticinco mil objetos en cerámica, piedra, concha, hueso y textiles. Expone piezas de diferentes culturas indígenas asentadas en la actual Colombia antes de la llegada de los europeos, entre las que destacan la Calima, los Muiscas, la Nariño, la Quimbaya, la , Zenú la Tayrona, la San Agustín, la Tierradentro, la Tumaco,  entre otras cosas.

## Historia
En diciembre de 1939, el Banco de la República adquirió el poporo Quimbaya, pieza de belleza extraordinaria con la que se dio inicio a la colección, que cuenta con alrededor de 59.479 objetos entre orfebrería, textiles, piedra y cerámica de los sitios arqueológicos más variados de Colombia. Tras una década de trabajos iniciados en 1998 y una inversión de 20 millones de dólares, el museo fue ampliado y renovado en octubre de 2008.
En 1940 se hizo la primera exposición en la sala de juntas del Banco; en 1947, se le asignó un salón para que pudiera ser apreciada por invitados especiales y, definitivamente, en el año 1959, el Museo abrió sus puertas para el público en general.

## Remodelación
Tras una década de trabajos, iniciados en 1997 y una inversión de 20 millones de euros, el museo fue ampliado y renovado en octubre de 2008. El nuevo edificio también estuvo a cargo de Samper Gnecco, del cual destaca su participación en obras próximas al museo, como el edificio Avianca y la Biblioteca Luis Ángel Arango, también administrada por el Banco de la República. Se construyó un edificio con nuevas salas, una torre de oficinas y se integró al de 1968, optimizando las áreas de circulación y los equipamientos, cambiando la exposición bajo un nuevo guion elaborado por el equipo de arqueólogos del Museo. Los planteamientos iniciales de su museografía fueron confiados al arquitecto chileno Roberto Benavente (HB Design), autor de la museografía de la Grande Galerie del Museo de Historia Natural de París, del Museo Nacional de Prehistoria de Francia en Les Eyzies de Tayac, entre otros, desarrollados y producidos por el equipo museográfico interno.
Con la remodelación, la estructura del museo organiza la exposición permanente en cinco salas con objetos arqueológicos y una sala de exploración que motiva la interacción del visitante. Agrega, además, tres sótanos para auditorio y exposiciones temporales, un café, un café-restaurante y un almacén de souvenirs.

## Salas

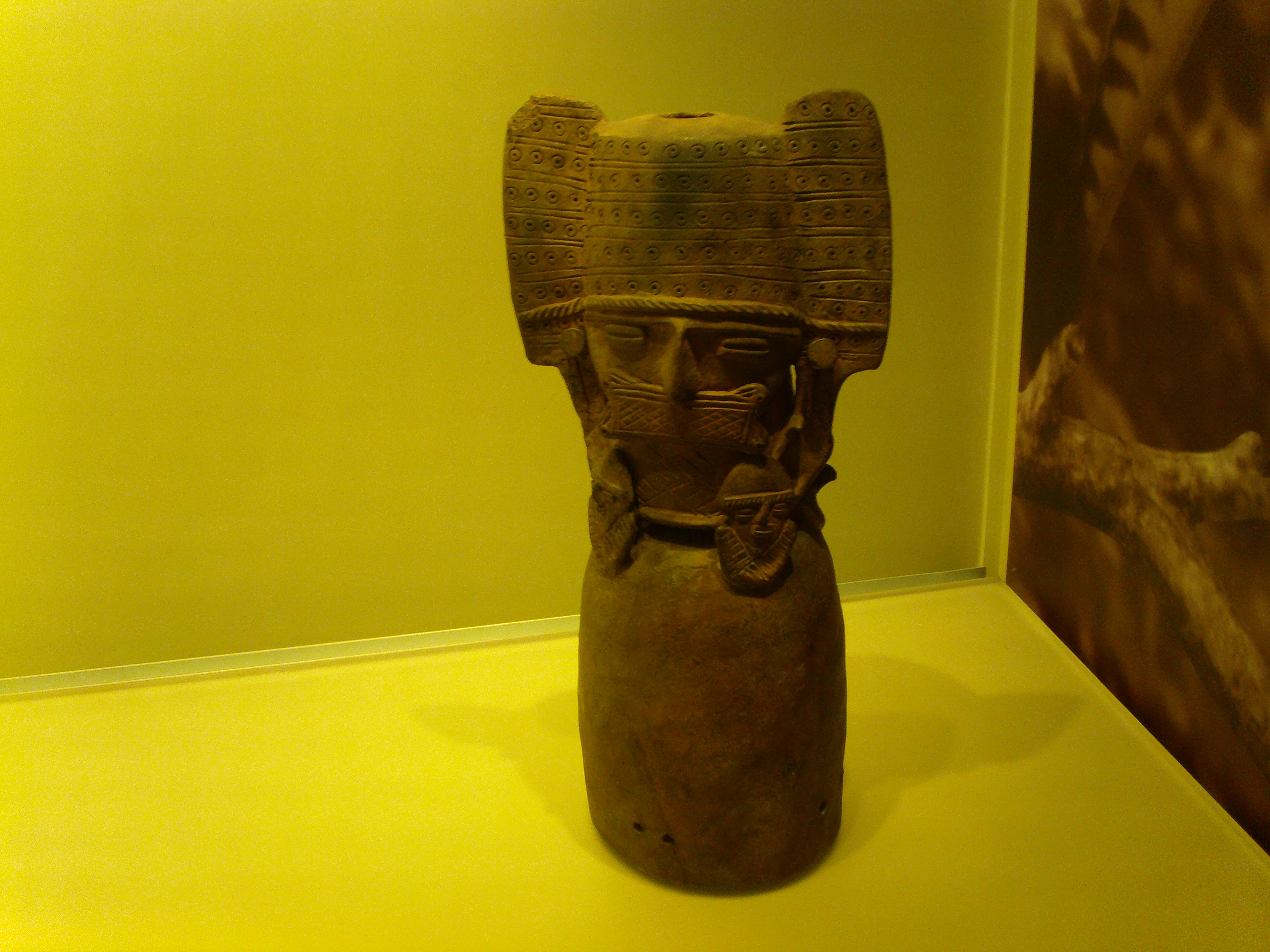
Pieza de exhibición muisca

Las salas de exposición son las siguientes: 
- El trabajo de los metales. Describe técnicas de minería y manufactura de la metalurgia antigua.
- La gente y el oro en la Colombia prehispánica. Contextualiza el uso los metales dentro de la organización política y religiosa.
- Cosmología y simbolismo. Explora los temas míticos, el chamanismo y la simbología de los metales.
- La ofrenda. Una moderna sala que representa la ceremonia de la ofrenda, a través de efectos visuales, sonoros y el cuidadoso montaje de piezas de orfebrería.
- El exploratorio. Sala interactiva que promueve la diversidad y el significado del patrimonio que preserva el Museo.

## Museos regionales
El Banco de la República patrocina igualmente otras sucursales del Museo del Oro en Colombia:
- Museo del Oro Tairona, Casa de la Aduana en Santa Marta.
- Museo del Oro Quimbaya, en Armenia.
- Museo del Oro Calima, en Cali.
- Museo del Oro Nariño, en Pasto.
- Museo del Oro Zenú, en Cartagena de Indias.
- Museo del Oro Quimbaya, en Manizales.
- Museo Etnográfico, en Leticia.

## Exhibiciones

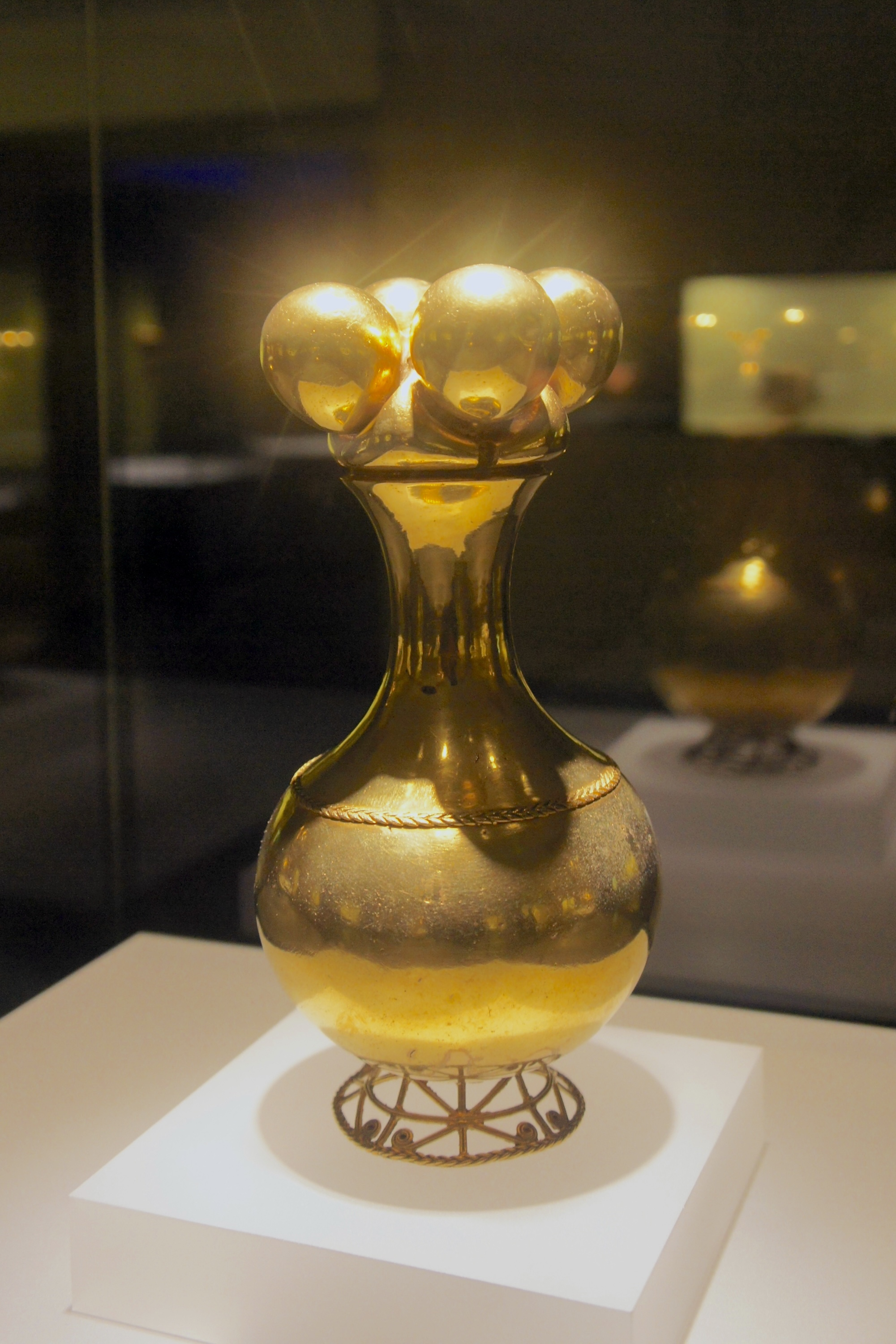
Recipiente de cal con forma de calabaza dorada (Quimbaya poporo). Hallado en Antioquia en el, se convirtió en la primera pieza del Museo del Oro del Banco de la República en 1939. Museo del Oro, Bogotá, Colombia.

El Museo del Oro colabora con museos internacionales desde 1945, llevando exhibiciones temporales a todas partes del mundo, difundiendo parte de la gran riqueza cultural de las culturas precolombinas. Sin embargo hay piezas como la balsa muisca y el poporo Quimbaya que, por su gran valor histórico y cultural, están reservadas a la exposición permanente del museo en su sede en Bogotá.
Entre las piezas importantes se destaca la balsa muisca que fue encontrada en el municipio de Pasca, en la cual se representa la ceremonia de la ofrenda en la laguna de Guatavita, cercana a Bogotá. Para algunos historiadores, esta región y su producción de artesanías en oro, así como también las ceremonias y ritos de ofrendas que se hacían en diversas lagunas, pero muy especialmente en la de Guatavita, dieron origen a la Leyenda del Dorado.

## Galería

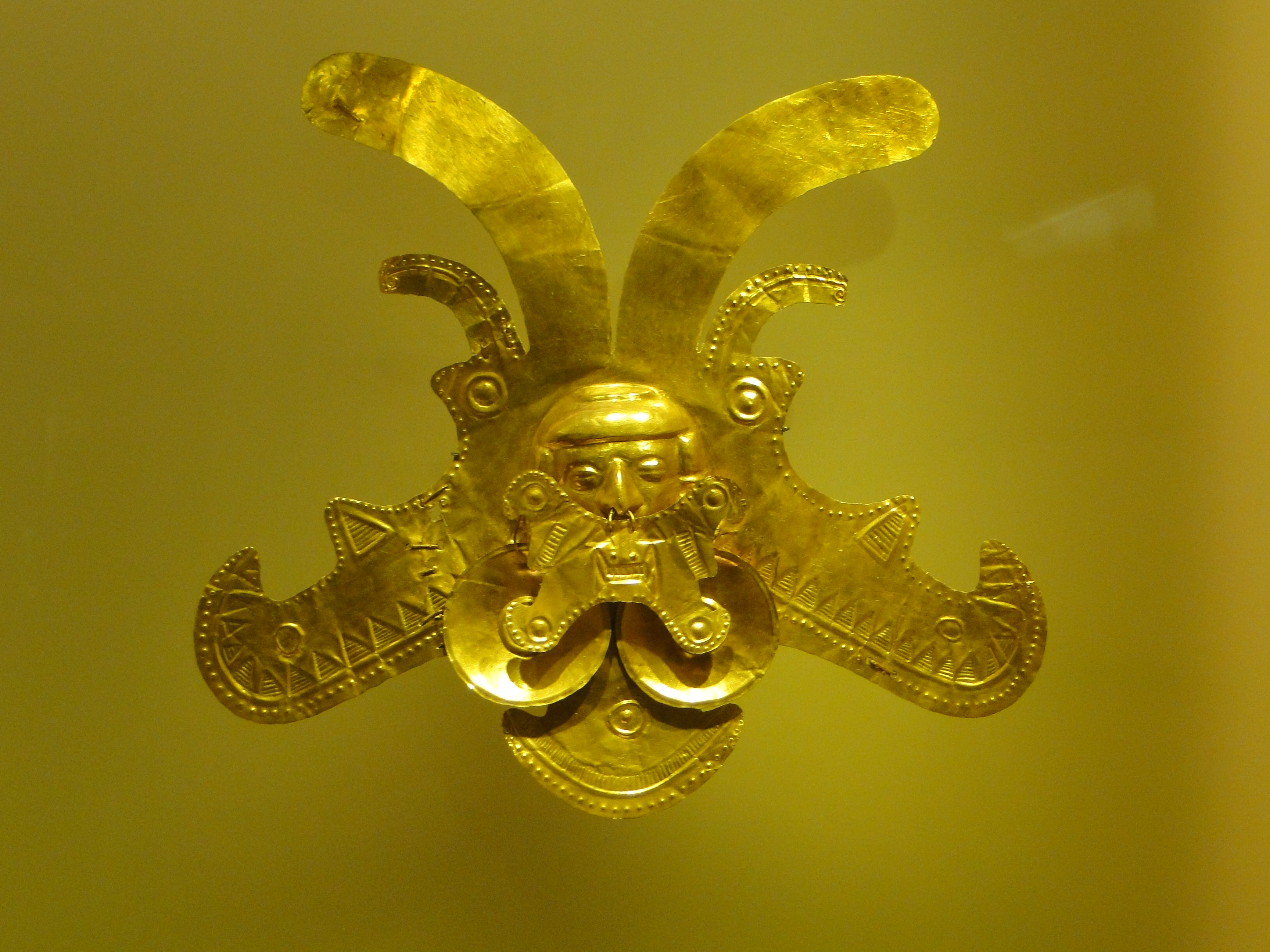
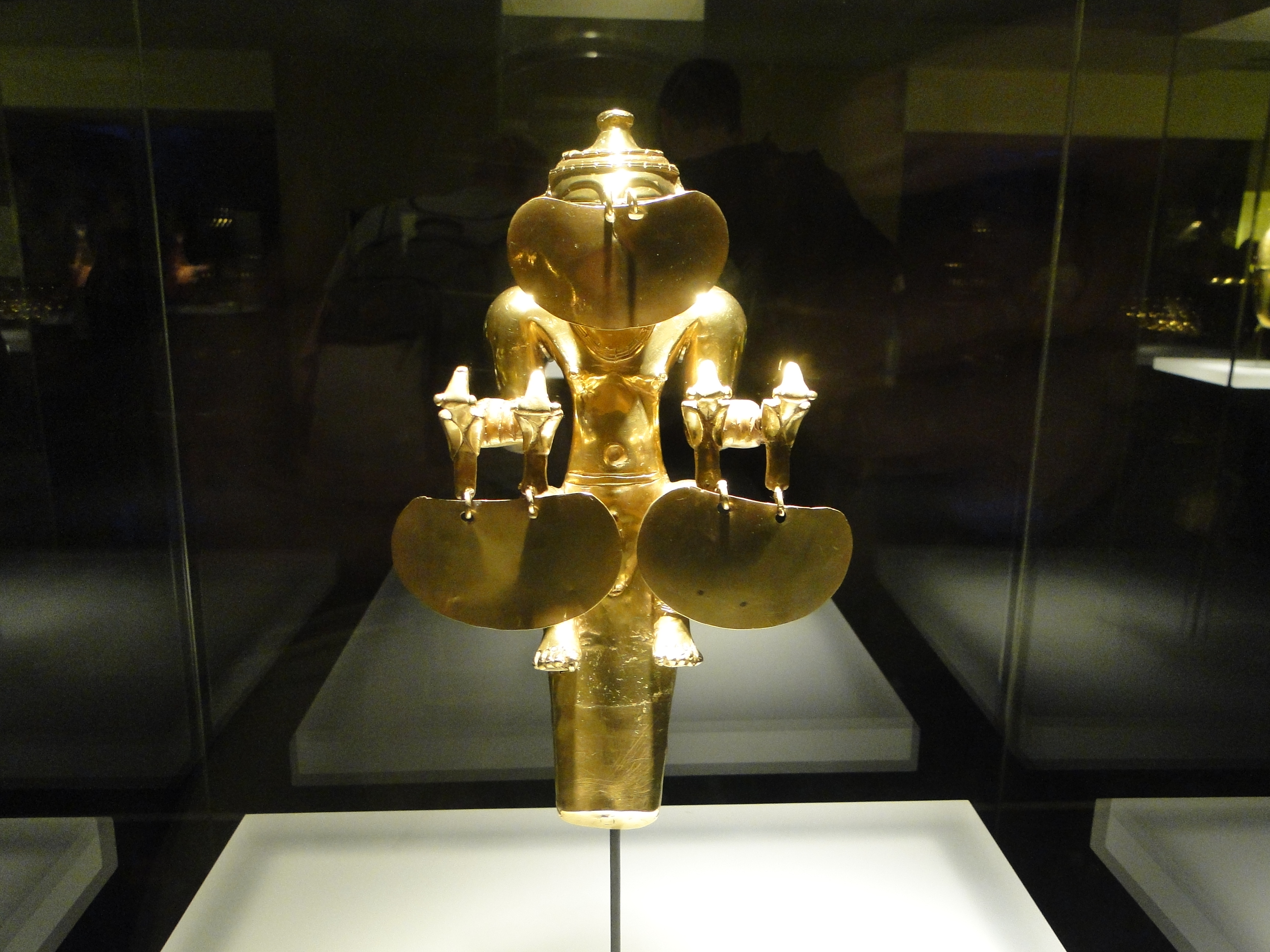
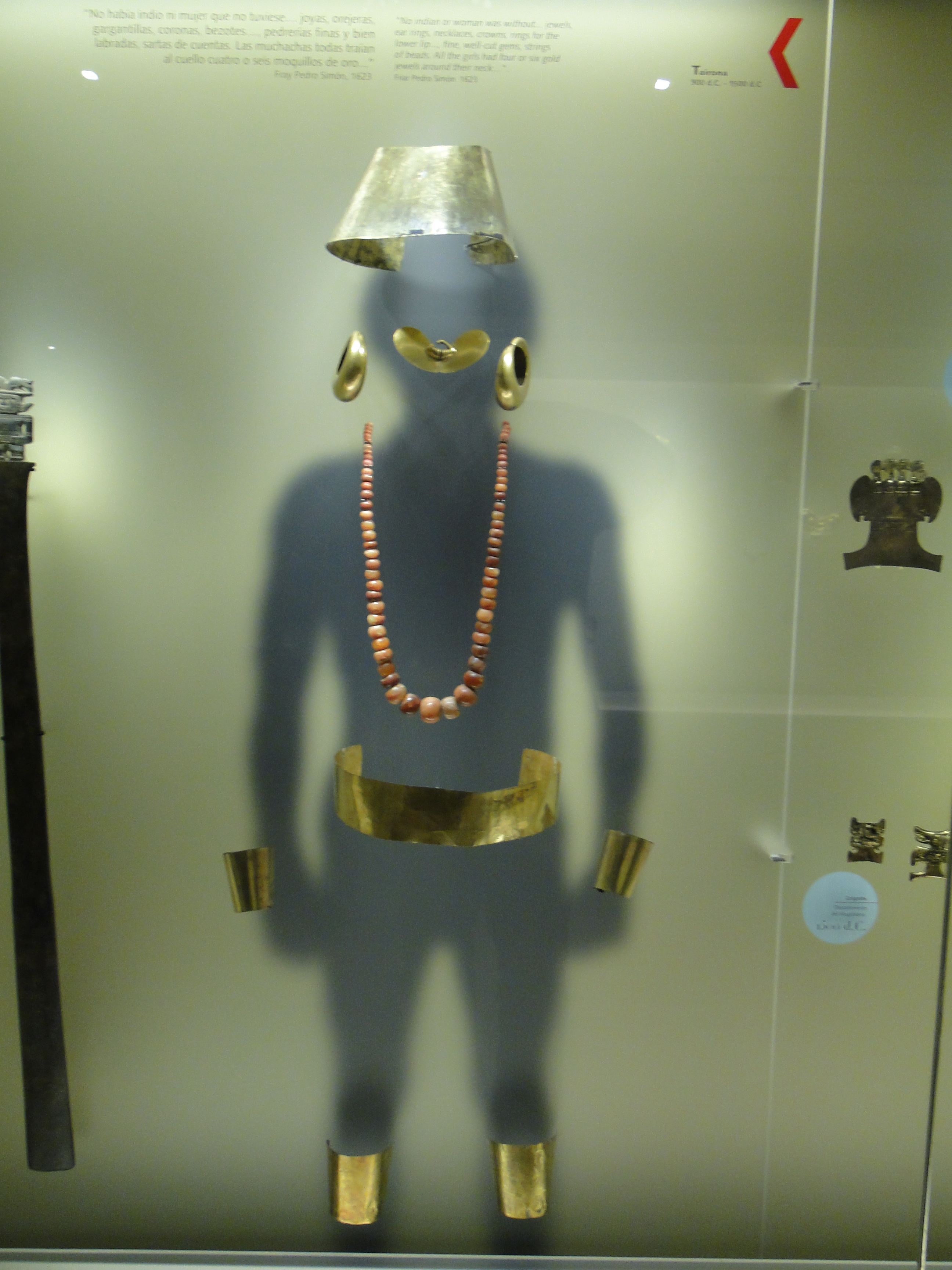
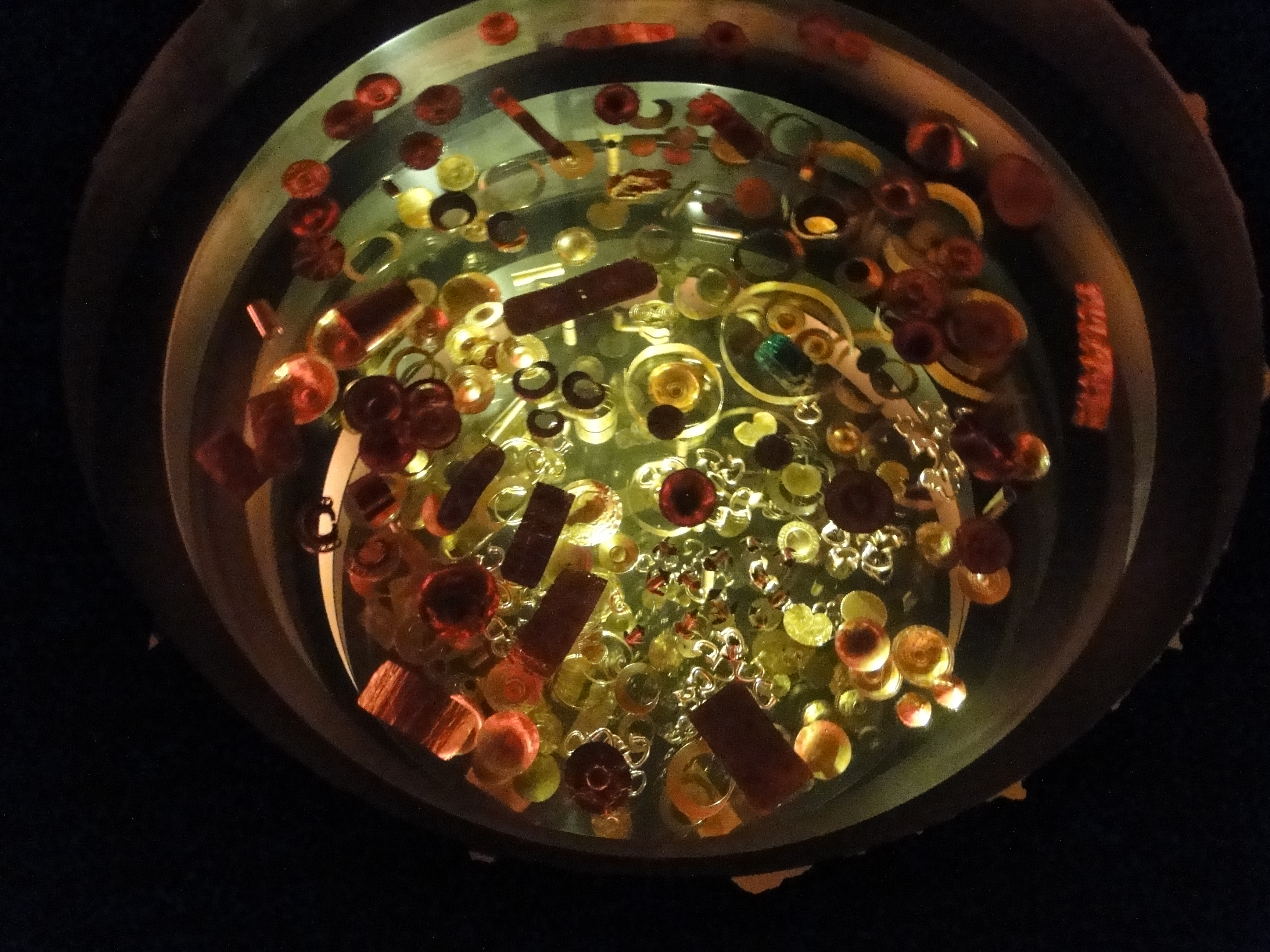
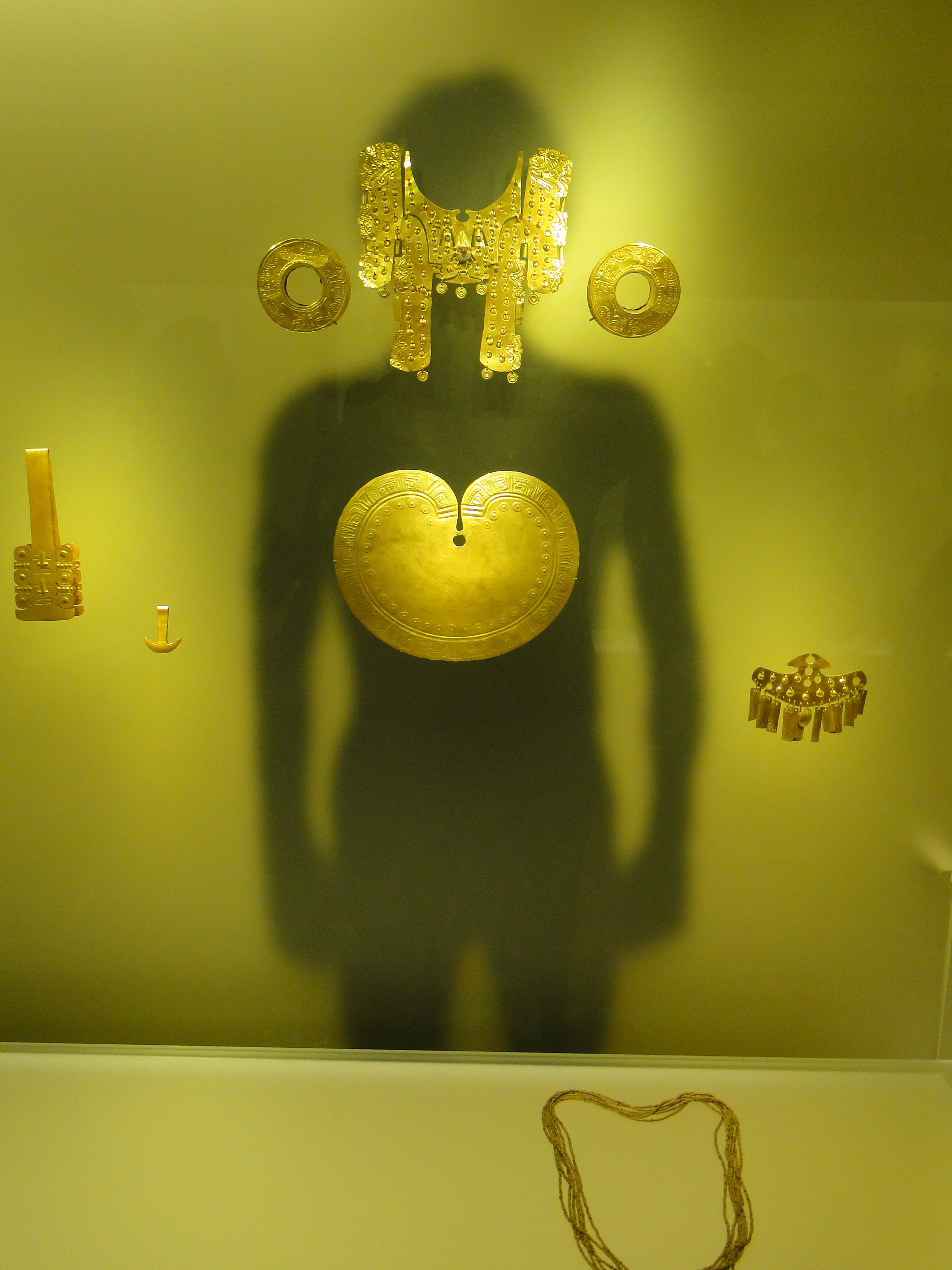
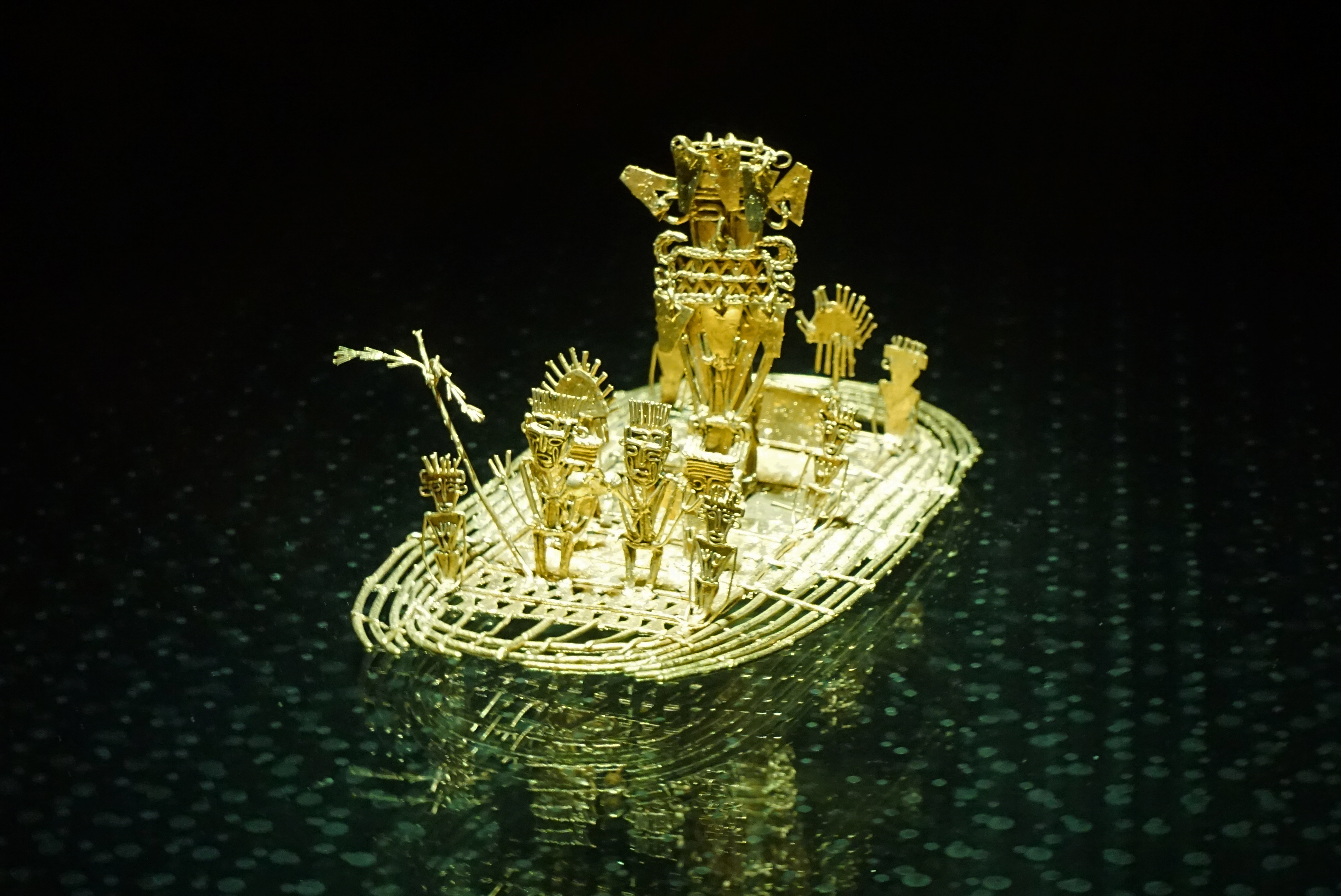
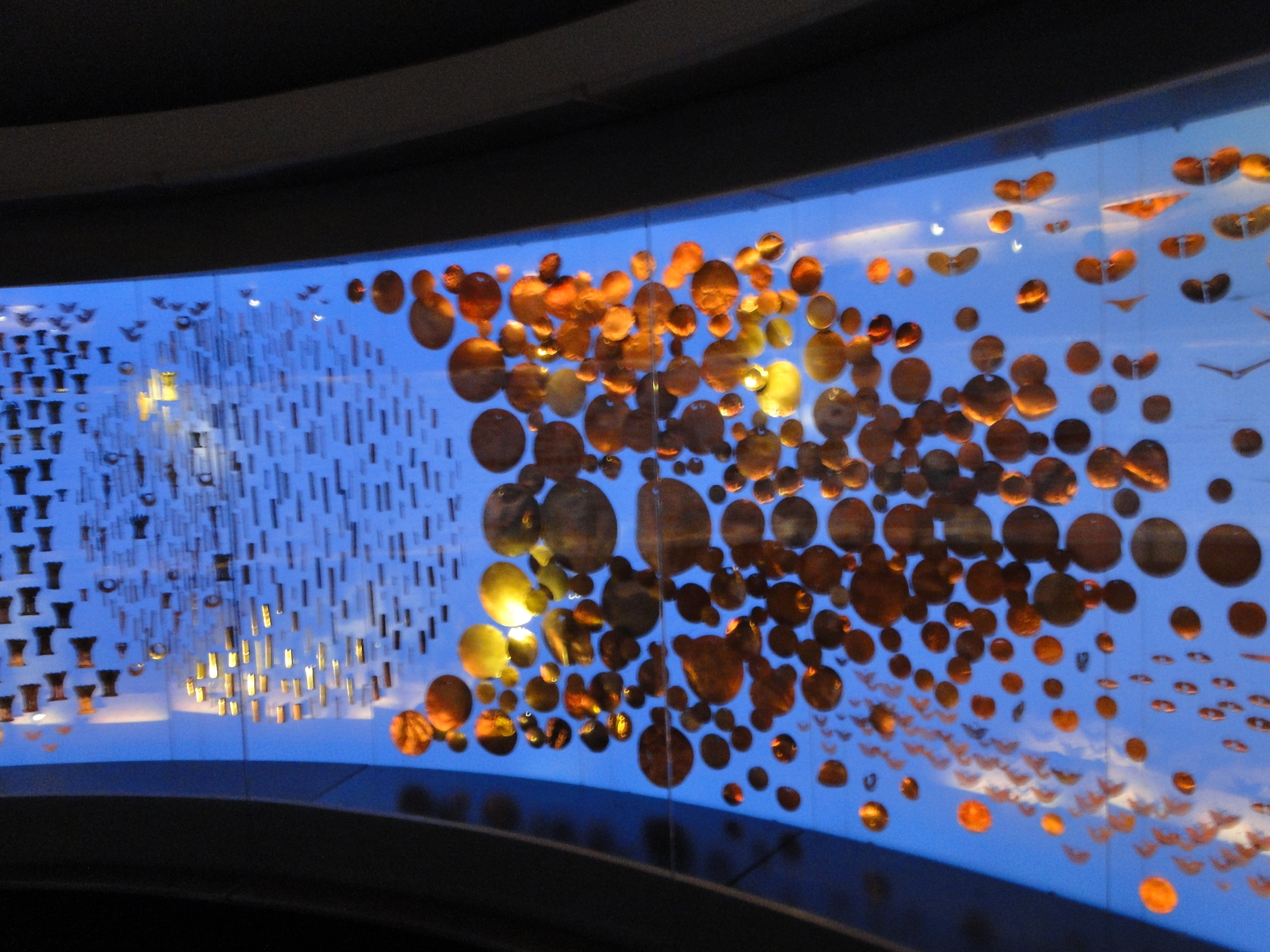